# الثلث (الحد)

تعديل مصدري - تعديل

الثلث هي إحدى قرى عزلة الحد بمديرية الحد التابعة لمحافظة لحج، بلغ تعداد سكانها 118 نسمة حسب تعداد اليمن لعام 2004.